# Écofascisme
L'écofascisme (aussi appelé écototalitarisme ou écoautoritarisme) est un qualificatif idéologique issu de la contraction entre les termes « écologie » et « fascisme ». Il a été revendiqué par des intellectuels marginaux, des organisations de petits groupes et de multiples terroristes, ainsi que par un nombre croissant de partis politiques, bien qu’un régime politique écofasciste n’ait jamais encore vu le jour. Il est cependant parfois utilisé pour parler des quelques lois environnementales promulguées par l'Allemagne nazie dans les années 1930 et des théories qui les inspiraient. Il sert aussi d'insulte politique contre les mouvements écologistes pour leur autoritarisme supposé. Le terme « écofascisme » peut également désigner certaines dérives antihumanistes et réactionnaires de certains courants de l'écologie politique. Enfin, il peut qualifier certains mouvements et figures d'extrême droite se réappropriant les thèmes de l'écologie et de la nature.

## Relations entre écologisme et fascisme dans l'Allemagne du début duXXesiècle

Devise du Reichsnährstand sous l'aigle du parti NSDAP et sur la croix gammée avec une épée et un épi, symbolisant le sang et le sol.

Des théories écofascistes, d’après l’historien Peter Staudenmaier, ont vu le jour durant la première moitié du XIXe siècle en Allemagne, dans la foulée de la Lebensreform hygiéniste et du mouvement völkisch, réactionnaire et ruraliste. Inspirées notamment par l'interprétation sociopolitique du darwinisme issue d'Ernst Haeckel, de nombreuses théories pseudo-biologiques tentent ainsi de « naturaliser » le nationalisme allemand et de le justifier par la science.
Le mouvement völkisch prétend en effet que le peuple germanique, auparavant doté d'un sang pur et enraciné à sa terre ancestrale, serait en déclin à cause des « races inférieures » qui auraient pollué son sang par influence génétique, et à cause de la modernité urbaine qui auraient brisé le lien primordial avec son environnement naturel. Le peuple germanique devrait donc se régénérer par un retour à la terre en communautés paysannes « racialement pures », socialement hiérarchisées, et proches de la nature.
Plusieurs intellectuels influents de l'époque, sans être militants nazis, ont ainsi tenté de faire des ponts entre une idéologie raciste et une mystique du sol, tel Rudolf Steiner, fondateur de l'anthroposophie.
L'influence de ces théories sur les débuts du nazisme est importante, notamment auprès de ce qu'on a pu appeler « l’aile verte » du NSDAP, composée principalement de Walther Darré, Fritz Todt, Alwin Seifert et Rudolf Hess. Ceux ci se réapproprient en effet les idées de régénération du lien sang-sol. Walther Darré, ministre de l'Alimentation et de l'Agriculture de 1933 à 1942, en fait même la doctrine agricole du Troisième Reich. Les nazis approfondissent les théories völkisch en expliquant la superiorité raciale du peuple germanique dans la hiérarchie naturelle par l'environnement naturel exceptionnel qui l'aurait façonné. Le peuple germanique est ainsi conçu comme un organisme vivant devant retrouver sa pureté naturelle en rejetant les « contaminations » culturelles et biologiques extérieures, et en éliminant les individus interieurs considérés faibles ou inutiles à la perpétuation raciale, comme les homosexuels et les handicapés.
Dans les faits, le NSDAP a bien promulgué 3 lois parfois qualifiées de protoécologistes, visant à la protection des animaux, des forêts et à la limitation de la chasse. L'importance de ces lois peut cependant être relativisée par la persécution du mouvement animaliste pour son pacifisme, le laissez-faire de la chasse dans les territoires occupés, et la destruction massive des forêts pour les besoins de la machine de guerre. L’Allemagne nazie a en effet dans la globalité appliqué une politique profondément moderniste, productiviste et industrielle pour satisfaire ses ambitions bellicistes, et les mesures de protection de la nature sont restées très marginales. La nature chez les nazis n'a ainsi gardé qu'un rôle métaphorique essentialisant les hiérarchies sociales et raciales.

Savitri Devi.

Après-guerre, certains anciens nazis ont pu se reconvertir en militants ruralistes jusque dans les années 1970, comme Werner Georg Haverbeck, Renate Riemeck, ou, en France, Savitri Devi et Robert Dun (de son vrai nom Maurice Martin), ou encore Henry Coston. D'après l’historien Stéphane François, dans le livre Les Vert-bruns, certains ex-cadres nazis ont participé à la création des Grünen en Allemagne. En France, on retrouve quelques personnes proches des courants écofascistes dans le Mouvement écologiste indépendant (MEI) d’Antoine Waechter.
Au sein du Régime de Vichy, on retrouve aussi cette idée d’enracinement ruraliste et paysan de la communauté nationale dans son sol, en opposition au déracinement cosmopolite, source du déclin national, théorisé notamment par Gustave Thibon. Mais la réalité historique est celle d’une exploitation productiviste de la terre, et d'une préservation uniquement destinée à la perrennité de l'exploitation. Cette idéologie a également pu avoir une influence sur certains écologistes décroissants comme Pierre Rabhi, mais sous une forme débarassée de tout projet autoritaire.

## Dérives réactionnaires, antihumanistes et autoritaires du mouvement écologiste

### Autoritarisme écologique
Les mouvements écologistes sont régulièrement accusés d'autoritarisme, de vouloir s'immiscer dans les modes de vies des individus en restreignant de force les libertés d'alimentation, de déplacement et d'entreprise. Souvent caricaturales, ces accusations renvoient pourtant au large débat de l'équilibre entre libertés individuelles et interêt général. On peut identifier un certain autoritarisme écologique dans l’idée que la vie politique démocratique serait trop court-termiste de par son calendrier électoral, trop lente de par son processus parlementaire, et trop peu puissante à cause de libertés individuelles trop figées dans le marbre, pour agir efficacement face à la crise écologique. Cette réflexion aboutit à la conclusion qu'il faudrait donc s'affranchir de la démocratie pour laisser gouverner une élite qualifiée et experte qui fasse adopter par la force les comportements vertueux aux individus trop consuméristes et égoistes. L'autoritarisme écologique est rejeté par les partis verts, autant par tradition libertaire que par stratégie. Certains voient pourtant dans l'évolution technocratique des démocraties libérales, et dans les idées d’État d'urgence écologique ou de veto écologique une pente dangereuse.
L'autoritarisme écologique renvoie à la fois à un risque et à une potentielle nécessité pour de nombreux penseurs de l'écologie face à l'évidence de l'inaptitude des gouvernements libéraux à mettre en place une politique écologique à la hauteur des enjeux. Selon ceux qui imaginent une dictature écologique, comme le philosophe allemand Hans Jonas, les menaces que les activités humaines font peser sur la planète Terre seraient telles que les élites pourraient être amenés à n'avoir plus d'autre choix que de suivre des dictateurs promettant de préserver leur mode de vie en échange de leur liberté, au prix de l’aggravation des injustices planétaires et de la liquidation d’une part notable d'êtres humains.

Le philosophe Dominique Bourg relativise cependant l'existence d'une telle tendance :

« Depuis les années 70, il est de mise de parler d’un courant « écoautoritaire » parmi les tenants de l’écologie politique. En effet, chaque auteur qui veut donner une vue d’ensemble sur les rapports entre l’écologie et la démocratie se sent obligé d’évoquer les mêmes noms – Robert Heilbroner, William Ophuls, Hans Jonas – pour expliquer la logique qui pourrait justifier le recours à un gouvernement hiérarchique et centralisé pour répondre à la crise écologique. Tous ces penseurs-là ont écrit dans le sillage du rapport au Club de Rome sur Les Limites à la croissance, et tous suivent à peu près la même logique. Il faut comprendre cette logique – et il faut la relativiser. Il faut la relativiser, car ce groupe de prétendus autoritaires n’en est pas un. Ce n’est pas une école. Aucun mouvement politique ne se réclame de leurs théories. »

— Dominique Bourg, La pensée écologique.
Ces trois auteurs cités ne sont pour autant pas des fascistes, mais s'inspirent plutôt de Thomas Hobbes ou du Platon de La République, considérant que le laisser-faire libéral ne peut mener qu'à la ruine commune, et que la transition écologique nécessite un gouvernement plus technocratique et dont les pouvoirs sont fondés par l'état d'urgence sur la base de l'intérêt commun. Chez Jonas c'est une « tyrannie bienveillante et bien informée », et Ophuls décrit une « société stationnaire », (« plus autoritaire et moins démocratique que les sociétés industrielles d’aujourd’hui… mais aussi plus oligarchique ; seuls ceux détenant des compétences écologiques nécessaires à une prise de décision prudente auront l’autorisation de participer pleinement aux processus politiques »). Selon Bernard Charbonneau, autre penseur de l'écologie, dans Le Feu vert (1980),

« L’écofascisme a l’avenir pour lui, et il pourrait être aussi bien le fait d’un régime totalitaire de gauche que de droite sous la pression de la nécessité. En effet, les gouvernements seront de plus en plus contraints d’agir pour gérer des ressources et un espace qui se raréfient. Déjà commence à se tisser ce filet de règlements assortis d’amendes et de prison qui protégera la nature contre son exploitation incontrôlée. Que faire d’autre ? Ce qui nous attend, comme pendant la seconde guerre totale, c’est probablement un mélange d’organisation technocratique et de retour à l’âge de pierre.

[...]

Si la crise énergétique se développe, la pénurie peut paradoxalement pousser au développement. Le pétrole manque ? Il faut multiplier les forages. La terre s’épuise ? Colonisons les mers. L’auto n’a plus d’avenir ? Misons sur l’électronique qui fera faire au peuple des voyages imaginaires. Mais on ne peut reculer indéfiniment pour mieux sauter. Un beau jour, le pouvoir sera bien contraint d'adopter une façon de faire plus radicale. Une prospective sans illusion peut mener à penser que le virage écologique ne sera pas le fait d’une opposition dépourvue de moyens, mais de la bourgeoisie dirigeante, le jour où elle ne pourra plus faire autrement. Ce seront les divers responsables de la ruine de la terre qui organiseront le sauvetage du peu qui en restera, et qui après l’abondance géreront la pénurie et la survie. Car ceux-là n’ont aucun préjugé, ils ne croient pas plus au développement qu’à l’écologie : ils ne croient qu’au pouvoir. »

De son côté, l'écrivain britannique James Lovelock (inventeur de la théorie Gaïa) écrivait en 2006 :

« Il se pourrait que nous réalisions, dans quelques années, comme nous l'avons fait en 1939, qu'il faille temporairement suspendre la démocratie et accepter un régime discipliné tel que l'a connu alors la Grande-Bretagne et qui fit d'elle un havre pour la civilisation. La survie requiert un degré exceptionnel de compréhension et de leadership. Elle peut également nécessiter, comme en temps de guerre, la suspension d'un gouvernement démocratique pour un temps rendu nécessaire par l'urgence vitale. »

— James Lovelock, The Revenge of Gaia, Basic Books, 2006, trad. Virginie Maris.
Les formes d'autoritarisme écologique ici décrites ne sont aucunement liées au fascisme, puisqu'elle n'en partagent aucune conceptions racistes ni nationalistes, et n'en partagent une conception autoritaire du pouvoir politique qu'en surface. L'utilisation du terme écofasciste dans ce cas peut donc être considéré comme un abus de langage. D'après Antoine Dubiau, de manière plus nuancée, si l'autoritarisme écologique n'est pas intrinsèquement écofasciste, c'est une dérive du mouvement écologiste pouvant participer à l'émergence éventuelle de l'écofascisme.
Cette tendance autoritaire n'a jamais eu d'ampleur significative dans le courant écologiste ni inspiré le moindre mouvement politique ni associatif, mais des auteurs isolés la ressuscitent de temps à autre depuis les années 1970, notamment aux États-Unis, comme récemment Laura Westra, David Shearman et Joseph Smith - dont aucun ne peut être taxé de « fasciste ».

### Néo-malthusianisme
La doctrine de Thomas Malthus a connu un regain d'interêt et s'est réactualisée avec la prise de conscience de la crise écologique. Les néo-malthusiens pensent que le nombre d'être humain, conçu comme un tout uniforme, est le centre du problème écologique, et que la réduction de la population est donc la seule solution.
Le nombre d'humains sur terre est bien une variable à prendre en compte pour comprendre la crise écologique, mais le néo-malthusianisme se matérialise souvent par un alarmisme démesuré à propos de la démographie ayant tendance à ignorer les mécanismes socio-historiques de la crise écologique et la répartition inégale des responsabilités. Il cache aussi des biais racistes, davantage par impensé que par idéologie assumée, puisque les populations visées prioritairement sont celles à la plus forte natalité, généralement plus précaires, anciennement colonisées, et ce malgré une consommation plus sobre un moindre pouvoir de décision politique et économique. Le néo-malthusianisme dans ses formes théoriques les plus radicales peut aussi amener à des dérives particulièrement autoritaire, une dictature semblant necessaire pour réduire la population terrestre par un contrôle des naissances coercitif, voire même par l'eugénisme. Poussé à l'extrême, dans un racisme et un autoritarisme assumé, le néo-malthusianisme peut ainsi glisser vers l'écofascisme,.

### Survivalisme
Le survivalisme, popularisé aux États-Unis dans les années 1970 puis développé dans différents pays dont la France, est l'idée que des crises majeures (environnementales, économiques ou sociales) pourraient mener à un effondrement de la société, nécessitant une préparation individuelle ou collective. Présent dans diverses orientations politiques, le survivalisme a en partie été investi par l'extrême droite et certains mouvements suprémacistes. Certains militants survivalistes s'identifient eux-mêmes comme écofascistes, comme Piero San Giorgio, proche d'Alain Soral.

### Antimodernisme
Malgré les origines théorique marxistes hétérodoxes de la critique écologiste de la modernité destructrice, le mouvement écologiste actuel cultive un flou parfois perméable à des dérives réactionnaires. Sans précision et clarification politique de son rapport à la modernité, l'écologisme peut ainsi être pénétrée par des idées antimoderniste considérant la modernité comme un seul bloc (économique, politique, social, culturel, technique) à rejeter entièrement, et prônant un retour en arrière primitiviste ou ruraliste vers des formes sociales et technologiques antérieures pour retrouver un rapport à la nature harmonieux.

### Écologie profonde
Dans certains textes, le philosophe norvégien Arne Næss chef de file du mouvement de l'écologie profonde, oppose écologisme et humanisme, proclamant même, à l'imitation d'une formule célèbre du Marquis de Sade, « Écologistes, encore un effort pour devenir anti-humanistes ! ». La phrase est provocatrice et a beaucoup été utilisée contre Næss et son mouvement, toutefois Næss s'inscrit ici dans une filiation philosophique heideggerienne qui ne prône pas une quelconque haine de l'humain mais plutôt une critique de l'anthropocentrisme court-termiste, appelant à un élargissement de la communauté morale et pas au dénigrement des humains. Il s'en est d'ailleurs défendu dans le même texte et ailleurs, affirmant qu'il était en opposition avec toute forme de « culte illimité de la vie » : « En tant qu'écosophes, nous devons éviter de faire croire aux gens que nous disons "oui !" à tout ce qui vient de la nature ».
Luc Ferry, dans son livre antiécologiste Le Nouvel Ordre écologique paru en 1992, a particulièrement incriminé l'écologie profonde comme étant un antihumanisme confinant au nazisme. Toutefois, cette lecture apparaît superficielle au philosophe de l'écologie Fabrice Flipo, qui, en 2014, pose la question suivante : « La deep ecology de Naess est-elle cet intégrisme menaçant à propos duquel Ferry nous mettait en garde, voici près de 20 ans ? » Il soutient que Luc Ferry s'est exprimé sur l'écologie profonde par a priori et préjugé, sans en connaître la teneur. Sa conclusion est que les risques d’intégrisme écologique pointés par Ferry peuvent exister mais qu’ils ne sont portés ni par Naess, ni par l'écologie profonde.
Selon le politologue finlandais Jeja-Pekka Roos (fi), l'idéologie écofasciste de certains militants radicaux prône l'abandon complet des technologies dans nos sociétés ainsi qu'une réduction de la population humaine afin de sauver la planète des dangers qui la menacent : surpeuplement et pollution. Il s'agirait donc d'une variante radicale de l'« écologie profonde » avec des aspects primitivistes et survivalistes — ce qui les éloigne du fascisme historique, futuriste et productiviste. Selon l'essayiste Pierre Madelin, dans ce sens, « par éco-fascisme, il faudrait alors entendre une politique désireuse de préserver les conditions de la vie sur Terre, mais au profit exclusif d’une minorité. ».

### Mouvement pour les droits des animaux
Quelques militants radicaux du droit animal ont d'autre part pu tenir des propos confinant à l'antihumanisme, sans que ce type de ligne politique soit réellement assumé par aucune association majeure. En 1991, un certain « Screaming Wolf » publie aux États-Unis un texte d'une rare violence intitulé A Declaration of War; Killing People to Save Animals and the Environment (« Déclaration de guerre : tuer des gens pour sauver les animaux et l'environnement »), procédant à des appels au meurtre et recommandant notamment d'éventrer les bouchers ou d'expérimenter sur des scientifiques, dans un retournement total jusqu'à l'absurde des pratiques animales. Toutefois selon la philosophe Anne Dalsuet, « Il n'est pas exclu que ce texte ait été commandité par les lobbies industriels pour discréditer les mouvements de défense de la cause animale », l'auteur étant totalement inconnu et lié à aucune organisation identifiée.

## Réappropriation des thèmes écologiques par l'extrême droite

### Nouvelle droite
La Nouvelle Droite est un mouvement constitué de cercles intellectuels fondés par d'anciens SS, collaborateurs[réf. nécessaire] et membres de l'OAS à la fin des années 60. Le Groupement de recherche et d’études pour la civilisation européenne (GRECE), avec sa revue revues Éléments, en est la principale organisation, et Alain de Benoist et Guillaume Faye en sont les principales figures. Ces cercles se retrouvent initialement sur l'idée raciste que la mixité raciale causerait le déclin de la civilisation blanche européenne, mais ce racisme biologique est maquillé à la fin des années 70 en simple défense identitaire des cultures de la civilisation européenne. L'écologie est d'abord absente, et critiquée pour l'alarmisme, l'idéalisation de la nature et l'égalitarisme de ses militants,.
Dans les années 80 s'opère une synthèse entre le courant néo-païen antimoderniste et le courant scientiste moderniste de la Nouvelle Droite, ce qui clarifie sa conception de l’écologie. Niant le clivage gauche-droite, le GRECE puise dans les critiques de la modernité de tous bords du spectre politique, comme le romantisme, le situationnisme, le traditionalisme néo-païen, la conception géodéterministe et biologisante de la culture, le racisme ésotérique nazi, et la décroissance.
D’après la Nouvelle Droite, la race indo-européenne trouve son berceau au Pôle Nord[réf. nécessaire], duquel elle serait arrivée en Europe. Ces deux environnements exceptionnels auraient forgé la civilisation européenne comme supérieure[réf. nécessaire]. Le peuple européen se serait alors enraciné en équilibre et harmonie durant des milliers d’années sur cette terre. Il se serait organisé en vie communautaire organique, hiérarchisée et fermée, se protégeant lui et son environnement des mélanges et attaque des « cultures invasives ». La Nouvelle Droite s’oppose alors en bloc à la modernité et ses piliers. Le christianisme, l’idéologie des Lumières, et le capitalisme auraient en effet engendré la mondialisation, le cosmopolitisme, la rationalité utilitariste, la bureaucratie et la société de consommation, menant à l'uniformisation des cultures, au désenchantement et la dépersonnalisation du monde, et en somme, au déracinement et au déclin de la civilisation européenne. Le mouvement prône donc un retour en arrière vers des formes d’organisation sociale hiérarchiques enracinées dans la nature. Selon l'enseignant-chercheur Antoine Dubiau, la Nouvelle Droite se trouve ainsi à l'avant-garde de l'écofascisme émergeant.
Certaines organisations et figures du mouvement identitaire, largement héritier de la Nouvelle droite, portent des idéologies pouvant être qualifiées d'écofascistes, parfois de façon assumée. Le groupe d'extrême droite Tenesoun, ruraliste et ouvertement xénophobe, s'approprie ainsi certaines pratiques et valeurs issues des mouvances alternatives et du zadisme pour créer des Zones identitaires à défendre (ZID). Un certain nombre d'auteurs écrivant dans les revues Terre et Peuple ou Réfléchir et agir ou soutenus par la maison d’édition Culture & Racines et le think-tank Institut Iliade s'identifient eux-mêmes comme écofascistes,.

### Écologie intégrale
Si l'église s'est tenue historiquement éloignée de l'écologie, l'encyclique Laudato si' du pape François popularise en 2015 l'écologie intégrale comme conception chrétienne de l’écologie, avec une approche sociale voire progressiste.
En France pourtant, la notion est appropriée de manière particulièrement réactionnaire par les catholiques traditionalistes, dont nombre d'anciens militants de la manif pour tous. Ils se retrouvent derrière la défense d'une nature humaine essentialisée et figée contre tout ce qui serait contre-nature et bouleverserait l’ordre naturel des choses. L’homosexualité, la transidentité, l’avortement et la PMA auraient conduit la civilisation occidentale à dépasser les limites de la nature humaine, et le libéralisme mondialisé l'aurait déracinée, menant à sa décadence. Ils promeuvent donc le retour à un ordre social hiérarchisé traditionnellement conforme aux principes naturels. A l'avant garde de ce mouvement, Eugénie Bastié a fondé Limite, une revue conservatrice opposée en bloc au libéralisme, qu’il soit culturel ou économique. La stratégie de la revue est de mobiliser et faire dialoguer des théories et personnalités diverses et contradictoires dans une perspective confusionniste de dépassement du clivage gauche droite pour les réorienter et se les réapproprier sous un angle réactionnaire,.
L'écologie intégrale telle que réappropriée par les catholiques réactionnaires français ne verse pas directement dans le racisme et couvre un spectre politique qui n'est pas confiné à l'extrême droite, contrairement à la Nouvelle Droite. Des convergences existent pourtant entre les deux, et à défaut d'être véritablement écofasciste, cette conception de l'écologie intégrale est un cas incontournable d'appropriation de l'écologie par l'extrême droite.

### Extrême droite électorale et parlementaire
L’extrême droite mainstream, électoraliste et parlementaire dans le monde occidental est en grande majorité climatosceptique ou climatorelativiste, défends le mode de vie et de production fossile. En France, le Front national n’a porté que peu d'intérêt à l’écologie, si ce n’est par fantasme de la France rurale, conservatrice, productiviste et traditionnelle. Pourtant, plusieurs figures plus ou moins marginales ont tenté de verdire le FN puis le RN.
Dans les années 90, le numéro 2 du FN Bruno Mégret tente de lier la défense de la biodiversité, des sites et du patrimoine naturel à la défense de l’identité. Après son exclusion en 1998, l’écologie est remise en retrait dans le parti au profit d’un rejet brutal de tout ce qui y touche, et de la défense de la puissance industrielle et productive française.
Laurent Ozon, membre du bureau politique du parti en 2011, est issu de la Nouvelle Droite. Il y défend une écologie profonde materialisée sous la forme de communautés humaines à l'organisation hiérarchisée suivant des principes naturels, en opposition à la modernité destructrice. Cependant, il est rapidement exclu pour avoir justifié un attentat terroriste néo-nazi.
L’essayiste Hervé Juvin, lui aussi issu de la Nouvelle Droite, entre sur la liste du RN aux élections européennes de 2019. Il défend une conception identitaire et localiste de la civilisation européenne et de la culture française face à d'hypothétiques agressions extérieures contre leurs modes et milieux de vie. En 2021, il fonde Les Localistes, un satellite groupusculaire du RN, pour tenter d’influer sur la ligne du parti,.

### Néo-nazisme
Certains terroristes néo-nazis se réclament écofasciste, comme Brenton Tarrant, Patrick Crusius ou Anders Behring Breivik. En France, plusieurs groupuscules néo-nazis à coloration écofasciste, armés et préparant des attentats, ont été démantelés, comme Recolonisons la France ou l'OAS de Logan Alexandre Nisin.

## Terrorisme écofasciste
En 2019, avant de commettre la fusillade de Christchurch, le terroriste publie un long pamphlet dans lequel il relie problèmes écologiques et migrations, et il se qualifie d'éco-fasciste.
Les attaques violentes écofascistes incluent celles de Pekka-Eric Auvinen, James Jay Lee, Patrick Crusius, Payton S. Gendron, sous-officier de l'armée finlandaise, La Base, Individualistas Tendiendo a lo Salvaje, une attaque au couteau de masse à Eskişehir, en Turquie, et Natalie Rupnow.

## Groupes politiques qui utilisent l'écofascisme
Des groupes politiques de plusieurs pays ont été identifiés comme suivant l’idéologie écofasciste ou utilisant l’écofascisme dans leur politique.

## Comme insulte politique
L'accusation d'« écofascisme » est aussi — et peut-être avant tout — une insulte renvoyée aux politiciens écologistes en France et ailleurs depuis les années 1990. On la retrouve essentiellement dans la bouche de militants ultralibéraux, conservateurs ou d'extrême droite : ce procédé est théorisé en France par le livre de Luc Ferry Le Nouvel Ordre écologique publié en 1992, qui ramène le discours écologiste au nazisme à plusieurs reprises,. Elle fait écho à l'accusation de totalitarisme adressée à la gauche radicale.
Depuis, les concurrents politiques des partis écologistes accueillent souvent leurs avancées par des alertes à « l’écologie punitive », à « l’autoritarisme vert », fustigeant des « Khmers verts » aux portes du pouvoir, « ayatollahs de la décroissance », « idéologues », « marchands de peurs », « obscurantistes », « partisans du retour à la bougie » et bien sûr « éco-nazis ». La notion d'« écoterrorisme », elle aussi dépourvue de tout référent concret, est utilisée de manière similaire.
D'autres concurrents politiques préfèrent accuser les écologistes d'être des communistes déguisés : en 1989, Jean-Marie Le Pen s'était présenté à la télévision muni d'une pastèque représentant selon lui le parti écologiste, car « vert à l'extérieur, mais rouge à l'intérieur » ; l'expression a fait florès et était encore reprise en 2022 par le ministre Olivier Véran.
D'autres encore, comme Éric Zemmour, accusent les écologistes d'« islamogauchisme », affirmant que « le vert des Verts correspond, comme par hasard, au vert de l’islam ».
Dans un rapport paru en février 2024, le rapporteur spécial des Nations unies Michel Forst, au titre de la convention d’Aarhus (le texte onusien protégeant les défenseurs de l’environnement), sonne l'alarme contre la banalisation de l'accusation en éco-fascisme ou éco-terrorisme dans les discours politiques dès qu'il est question de contestation environnementale : « Dans un certain nombre de pays (dont l’Autriche, la France, l’Allemagne, l’Espagne, la Suède et le Royaume-Uni), des personnalités publiques, en particulier des représentants de partis politiques, des membres du Parlement et même des ministres, ont décrit des mouvements environnementaux comme une “dictature” et une “menace pour la démocratie” » ou « ont qualifié des organisations et militants environnementaux d’écoterroristes et les ont comparés à des organisations criminelles », autorisant du même coup une réponse armée complètement disproportionnée. C'est au contraire selon lui cette criminalisation des défenseurs de l’environnement qui constitue aujourd'hui une « menace majeure pour la démocratie ».